# Leven in de Brouwerij
Leven in de Brouwerij is de naam van de vereniging en beweging rond de Oude Brouwerij te Viersel. De Oude Brouwerij is een plaats waar iedereen die dit wenst (enkele dagen) kan leven vanuit de waarden 'stilte, soberheid en samenhorigheid'. De beweging werd in 1970 opgericht door de jezuïet Luc Versteylen (1927-2021).

## Geschiedenis
In mei 1970 besloot Versteylen met een klas van veertienjarigen uit het Xaveriuscollege in Borgerhout het schooljaar te laten duren tot iedereen geslaagd was. Zij vonden huisvesting in een oude brouwerij De Valk in Viersel, vlak bij het Albertkanaal.
Vanuit dit Leven in de brouwerij werden ook allerlei andere initiatieven genomen. Zo richtten zij in 1973 de Groene fietsers op, een actiegroep die onder andere actie voerde tegen de geplande aanleg van een duwvaartkanaal van de Antwerpse haven naar het Albertkanaal. Zo kwamen zij in contact met andere groene actievoerders.
Daar ontstond ook de herlevingsbeweging "Anders gaan leven" die tegenover de "drukke, jachtige tijd" nieuwe waarden propageerde: tegenover consumptie, concurrentie, prestatie werden voorgesteld: soberheid, samenhorigheid en stilte. Volgens Winkler Prins, Jaarboek 1982, ontstond aldus in Viersel de groene beweging in Vlaanderen, als eerste in Europa. De vereniging geeft een nieuwsbrief uit, de Velletjes voor verdere voeling.
In 1977 deden zij als Agalev (Anders Gaan Leven) voor het eerst mee aan verkiezingen (zie beginselen van Agalev).
Nadat Agalev meer en meer een mainstream politieke partij was geworden, richtte de groep rond Luc Versteylen in 1992 de nieuwe, niet-partijgebonden politieke beweging Helaba op (Hoe Eensgezind Laboreren aan een Beleefbaarder Antwerpen), die dezelfde waarden (soberheid, samenhorigheid en stilte) nastreeft, en vooral actief is op de gebieden opvoeding, werkmiddelen en verkeer. Zij bestrijdt naar eigen zeggen het bestaande bestel met de middelen waarover dat bestel volgens Helaba zelf niet beschikt: spel, humor en verbeelding.
De plaats biedt ook troost en steun aan ouders van vermoorde, verdwenen of verongelukte kinderen. Van daaruit ontstond het plan om de overheid te vragen het zogenaamde Witte Kinderbos te planten op de middenberm van de autosnelweg tussen Antwerpen en Brussel, en de zogenaamde Witte Kinderdreef langsheen het Albertkanaal tussen Antwerpen en Luik.
Toen in 2005 bij de werken aan de Antwerpse Leien een Spaanse vestingmuur uit 1543 werd opgegraven, stond die in de weg voor een geplande parkeergarage. De Oude Brouwerij kreeg de toestemming om er rond het domein een "stiltemuur" mee te bouwen.
Begin 2011 kwam Versteylen in opspraak door een gerechtelijke klacht in verband met seksueel grensoverschrijdend gedrag (dat zich zou voorgedaan hebben in de oude brouwerij van Viersel in de jaren 80-'90). Versteylen ontkende de beschuldigingen. De klacht werd niet ontvankelijk verklaard door verjaring.